# Live in Hyde Park: July 5, 1969
Live in Hyde Park: July 5, 1969 – album koncertowy King Crimson, wydany we wrześniu 2002 roku nakładem Discipline Global Mobile jako CD w serii wydawniczej „The King Crimson Collectors’ Club” nr 12.

## Album

### Historia
5 lipca 1969 roku King Crimson wystąpił przed 650-tysięczną publicznością w londyńskim Hyde Parku jako support The Rolling Stones. Zespół wykonał 7 utworów: „21st Century Schizoid Man”, „In The Court Of The Crimson King”, „Get Thy Bearings”, „Epitaph”, „Mantra”, „Travel Weary Capricorn” i „Mars”. Temu ostatniemu towarzyszył dźwięk syreny przeciwlotniczej, uruchomionej spod sceny przez Davida Enthovena i Dika Frasera.
Koncert odegrał kluczową rolę w ugruntowaniu pozycji King Crimson we wczesnym etapie jego kariery. Enthoven, obchodzący tego dnia swoje 25. urodziny, uważał koncert za decydujący dla wylansowania King Crimson. Podobnego zdania był Robert Fripp, który zanotował w swoim dzienniku: „Owacja na stojąco. Ogromny sukces, o znaczeniu, którego docenienie zajmie trochę czasu. Spojrzymy wstecz na ten dzień za wiele lat i w pełni zdamy sobie sprawę z jego znaczenia”. Richard Gott w recenzji w The Guardian stwierdził: „Większość muzyki, z wyjątkiem sensacyjnej grupy King Crimson, była przeciętna”. Wtórował mu A B.P. Fallon w Melody Maker: „King Crimson będą gigantami”.
Na albumie oprócz wykonanych na koncercie utworów znalazły się również fragmenty rozmowy między członkami zespołu, ekipą i kierownictwem, zarejestrowane w 1997 roku podczas imprezy odsłuchowej Epitaph, a także niewydana wcześniej instrumentalna wersja studyjna „21st Century Schizoid Man”.

### Lista utworów
Lista i informacje według Discogs:
| 1. | 21st Century Schizoid Man | 6:37    |
|    | |         |
| 2. | In The Court Of The Crimson King | 6:31    |
|    | |         |
| 3. | Get Thy Bearings | 9:41    |
|    | |         |
| 4. | Epitaph | 4:28    |
|    | |         |
| 5. | Mantra | 3:04    |
|    | |         |
| 6. | Travel Weary Capricorn | 5:37    |
|    | |         |
| 7. | Mars | 4:00    |
|    | Bonus tracks |         |
| 8. | Band Reunion Meeting (Epitaph Playback, London, March 15, 1997) Robert Fripp, Ian McDonald, Greg Lake, Michael Giles, Peter Sinfield, Dik Fraser, Richard Vickers, and Ingrid Pape (photographer). | 15:20   |
|    | |         |
| 9. | 21st Century Schizoid Man: Instrumental Version (Morgan Studios, June 12, 1969) | 6:48    |
|    | |         |
|    | | 1:02:06 |
|    | |         |
Autorami wszystkich utworów są: Fripp, Lake, Ian McDonald, Giles, Sinfield z wyjątkiem:
2. McDonald, Sinfield
3. Donovan, aranżacja: Fripp, Lake, McDonald, Giles
7. Gustav Holst, aranżacja: Fripp, Lake, McDonald, Giles, Sinfield

### Muzycy
- Robert Fripp – gitara
- Ian McDonald – flet, saksofon, melotron, śpiew
- Greg Lake – gitara basowa, główny wokal
- Michael Giles – perkusja, instrumenty perkusyjne, śpiew
- Peter Sinfield – teksty, miksowanie oryginalnego materiału koncertowego, oświetlenie

### Pozostałe informacje
- David Enthoven, Ian McDonald, Michael Giles, Peter Sinfield, Robert Fripp – informacje w książeczce
- David Singleton, Robert Fripp – produkcja

## Odbiór

### Opinie krytyków
| Recenzje      | Recenzje |
| Publikacja    | Ocena    |
| ------------- | -------- |
| AllMusic      | [ 3 ]    |
| Prog Archives | 3.70/5.0 |
| RYM           | 3.54/5   |
| Sputnikmusic  | 3.9/5    |
| Teraz Rock    | [ 7 ]    |

Lindsay Planer z AllMusic jest zdania, iż album to „bardzo dobrze – choć nie znakomicie – brzmiąca taśma”. W interpretacji 21st Century Schizoid Man dostrzega „precyzję i ogień”, a w In the Court of the Crimson King – oryginalny tekst, który określa jako „godny uwagi”, a który został zmieniony, zanim znalazł się na debiutanckim albumie. Za „być może najbardziej odkrywczą muzykę zagraną podczas tego zestawu” autor uważa suitę utworów Epitaph/Mantra/Travel Weary Capricorn/Mars. Umiejętności zespołu porównał do „surowej precyzji orkiestry”.
Jordan Babula z magazynu Teraz Rock uważa, że choć jakość dźwięku albumu jest zła, to „energia wykonania ją zdecydowanie rekompensuje”, a występ zespołu u boku The Rolling Stones to – jego zdaniem – „chyba najważniejsze koncertowe wydarzenie w całej historii King Crimson”.